# Khaya ivorensis
Khaya ivorensis ist eine Pflanzenart aus der Gattung Khaya innerhalb der Familie der Mahagonigewächse (Meliaceae). Ihr natürliches Verbreitungsgebiet liegt im tropischen Afrika. Das Holz wird, wie das von manchen anderen verwandten Arten, als Handelsname Afrikanisches Mahagoni genannt, gehandelt und vielseitig verwendet.

## Beschreibung

### Erscheinungsbild und Laubblatt
Khaya ivorensis wächst als meist immergrüner, großer Baum, der Wuchshöhen von 40 bis über 50 Meter erreicht. Khaya ivorensis wächst relativ schnell. In trockeneren Gebieten ist Khaya ivorensis laubwerfend, dann entwickeln sich die neuen Laubblätter von September bis November, aber sie entfalten sich noch bevor die alten Laubblätter abfallen.
Der gerade Baumstamm kann bis zu einer Höhe von 30 Metern unverzweigt sein und weist einen Brusthöhendurchmesser (DBH) von bis zu 2 Metern auf. An alten Exemplaren sind gut entwickelte, meterhohe Brettwurzeln vorhanden. Die Borke an alten Ästen und Stämmen ist rau, dick und rötlich-braun mit einem bitteren Geschmack. Die Baumkrone ist weit ausgebreitet.
Die wechselständig und spiralig an den Zweigen angeordneten, ledrigen und kahlen Laubblätter sind in Blattstiel und -spreite gegliedert. Die Blattspreiten sind unpaarig gefiedert mit bis zu sieben Paaren von Blattfiedern. Der Stiel der Blätter ist bis zu 4 Zentimeter lang, die Blättchenstiele bis 1 Zentimeter. Die dunkelgrünen Blattfiedern sind bei einer Länge von 7,5 bis 14 Zentimetern sowie einer Breite von 2,5 bis 5,5 Zentimetern elliptisch bis länglich mit abrupt zugespitztem oberen Ende; diese Spitzen sind bei Jungpflanzen besonders lang und auffällig.

### Blütenstand und Blüte
Khaya ivorensis ist einhäusig getrenntgeschlechtig (monözisch). Die duftenden Blüten wirken wie zwittrig, sind aber funktional eingeschlechtig. Die Blütezeit reicht von Juli bis Januar, aber die meisten Exemplare blühen von September bis Dezember. In an den Zweigenden seitenständigen, rispigen Blütenständen stehen viele Blüten zusammen. Die relativ kleinen, weißlichen, Blüten sind fünfzählig mit doppelter Blütenhülle. Die Staubblätter sind zu einer bis zu 6 Millimeter langen, urnenförmigen Röhre, mit kleinen Zipfeln verwachsen, bei den weiblichen Blüten sind Staminodien mit Antheroden ausgebildet. Der mehrkammerige Fruchtknoten ist oberständig und die Narbe ist scheibenförmig, bei den männlichen Blüten ist ein Pistillode vorhanden. Es ist ein Diskus vorhanden.

### Frucht und Samen
Die rundliche, holzig-ledrige und bräunliche Kapselfrucht öffnet sich mit fünf Klappen. Die 7,5 bis 8,5 Zentimeter langen sowie 2,5 bis 4 Millimeter dicken Fruchtklappen sind dünner als die von Khaya grandifoliola. Die flachen Samen weisen einen Durchmesser von 2,5 Zentimetern auf und sind rundherum kurz häutig geflügelt. Die auffallenden Früchte reifen zwischen Februar und Mai; sie öffnen sich und entlassen ihre etwa 15 Samen, verbleiben aber weitere Monate am Baum.

## Ökologie
Die Diasporen sind die Samen, die durch den Wind ausgebreitet werden, aber nicht weit vom Mutterbaum auf den Boden fallen.

## Vorkommen und Gefährdung
Das natürliche Verbreitungsgebiet von Khaya ivorensis liegt im tropischen Afrika: Kamerun, Gabun, Elfenbeinküste, Liberia, Ghana, Nigeria und Angola.
Sie gedeiht in unterschiedlichen Habitaten, kommt aber am häufigsten in feuchten, unzerstörten Immergrünen Wäldern vor.
Khaya ivorensis kommt in Höhenlagen von 0 bis 450 Metern vor. Khaya ivorensis gedeiht bei Jahresdurchschnittstemperaturen von 24 bis 27 °C und bei Jahresniederschlägen von 1600 bis 2500 mm.
In der Roten Liste der IUCN wird Khaya ivorensis als gefährdet (vulnerable) eingestuft. Als der wichtigste Lieferant für „African mahogany“ wird Khaya ivorensis im Verbreitungsgebiet schwer ausgebeutet. Die Regeneration an Naturstandorten ist gering. Exemplare erreichen ihr fruchttragendes Stadium erst 30 Jahre nach der Keimung und nur in Drei- oder Vierjahresintervallen erfolgt eine große Samenproduktion. Holzausfuhrverbote und Schutzbestimmungen existieren in einigen Herkunftsländern.

## Taxonomie
Die Erstbeschreibung von Khaya ivorensis erfolgte 1909 durch Auguste Jean Baptiste Chevalier in Les végétaux Utiles de l’Afrique Tropical Française, Band 5, Seite 207. Synonyme für Khaya ivorensis A.Chev. sind Khaya caudata Stapf ex Hutch. & Dalziel, Khaya klainei Pierre ex Pellegr. Das Artepitheton ivorensis bezieht sich auf die Herkunft Elfenbeinküste.

## Trivialnamen
Trivialnamen sind:
- Englische Sprache: African mahogany, Ivory Coast khaya, Lagos mahogany[3], Nigerian mahogany, Ivory Coast mahogany, Gold Coast mahogany.[1]
- Französische Sprache: Acajou D’Afrique,[4] Acajou.[1]

## Forstwirtschaft
Um von Khaya ivorensis weiterhin Exemplare fällen zu können, müssen neue Exemplare gepflanzt werden, denn die natürliche Verjüngung ist bei dieser Art sehr gering. Es wird meist in geschlossene Waldbestände gepflanzt, denn auf gelichteten oder gar kahlen Flächen ist der Befall mit Schadinsekten zu hoch, um erfolgreich nutzbare Exemplare zu erzielen. Auch Pilzbefall schädigt Khaya ivorensis. Durch die Pflanzung von Khaya ivorensis kann die Bestandsstruktur des Mischwaldes verbessert werden.
1 kg Saatgut enthält 3200 bis 7600 Samen. Saatgut ist schlecht lagerfähig. Die Keimrate ist mit etwa 90 % hoch.
Neben Pflanzungen im tropischen Afrika erfolgt auch forstwirtschaftliche Nutzung in Indonesien, Malaysia und auf den Fiji-Inseln.

## Nutzung
Das mittelschwere Holz erzielt einen hohen Preis auf dem Weltmarkt.
Die bittere Rinde wird medizinisch genutzt.